# Lieselotte Kruglewsky-Anders
Lieselotte Kruglewsky-Anders, geb. Anders, (* 6. Mai 1915 in Hamburg; † 18. November 2009 ebenda) war eine deutsche Politikerin (FDP, SPD).

## Leben und Beruf

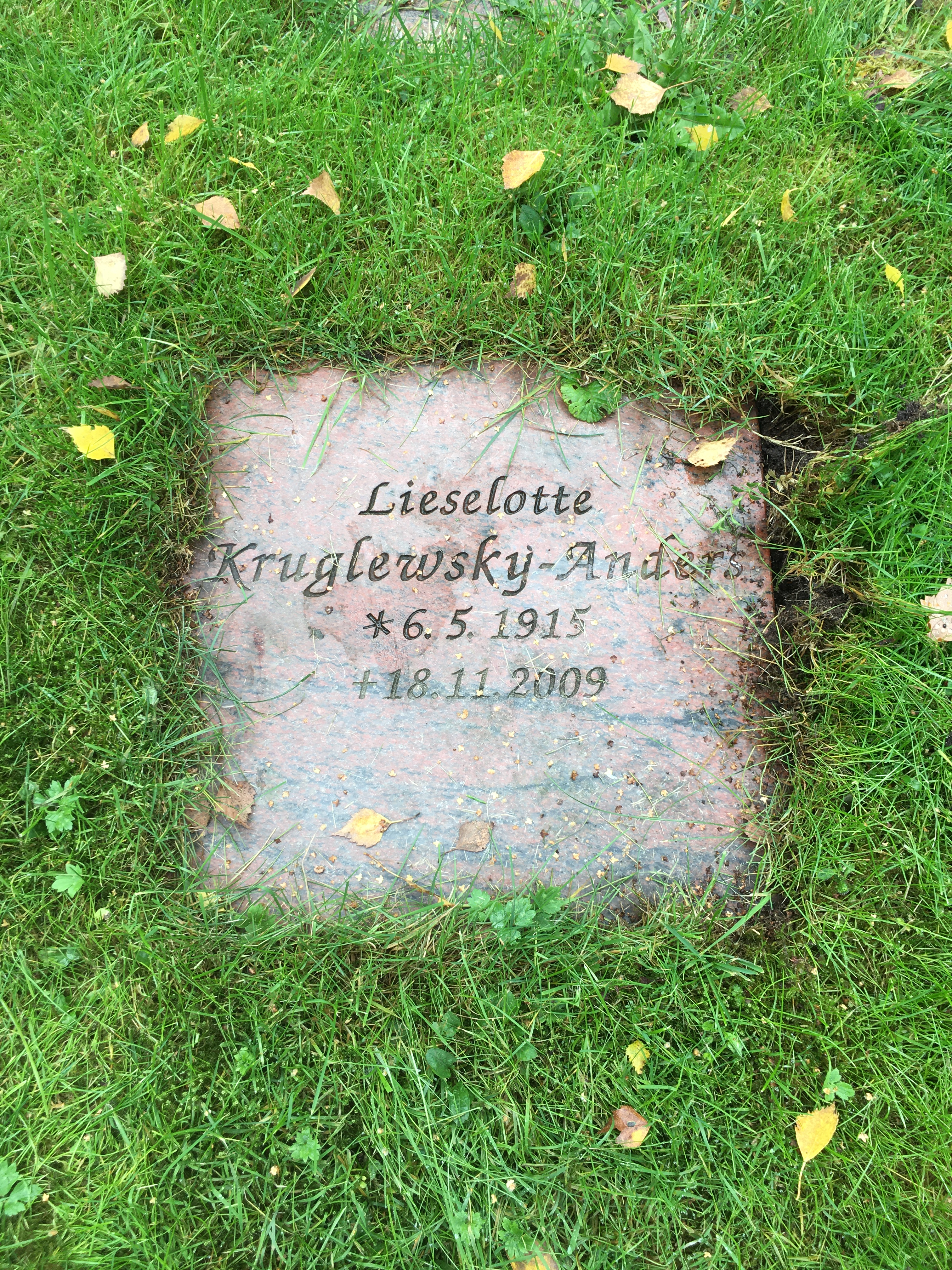
Ihr Grabstein auf dem Friedhof Ohlsdorf in Hamburg

Anders studierte in den 1930er Jahren in Hamburg Handelslehramt. Im Zweiten Weltkrieg gehörte sie der bürgerlich-liberalen Widerstandsgruppe Freies Hamburg (auch Gruppe Q) um Friedrich Ablass an, obwohl sie am 26. Oktober 1937 „aus Tarnungsgründen“ die Aufnahme in die NSDAP beantragte und rückwirkend zum 1. Mai desselben Jahres aufgenommen wurde (Mitgliedsnummer 4.973.485). 1953 trat sie, nunmehr promoviert, als Handelslehrerin in den Hamburgischen Schuldienst ein. Von 1992 bis 1999 war sie erste Vorsitzende der 1925 begründeten Griffelkunst-Vereinigung Hamburg-Langenhorn.

## Partei
Nach dem Zweiten Weltkrieg schloss sich Kruglewsky-Anders zunächst dem Bund Freies Hamburg an, der aus dem Widerstandskreis um Friedrich Ablass entstanden war. Sie beteiligte sich dann am 20. September 1945 an der Gründung der Partei Freier Demokraten, dem späteren Hamburger Landesverband der FDP, wo sie auch als Pressereferentin tätig war. Am 31. März 1948 wurde sie als Vertreterin des linken Flügels zur Landesvorsitzenden der Jungdemokraten gewählt. Sie trat aber bereits nach einem halben Jahr wegen der Übermacht des rechten Jungdemokraten-Flügels um Hans Ludwig Waiblinger, der ihr Nachfolger wurde, zurück. Am 20. Januar 1951 gehörte sie mit Hans-Harder Biermann-Ratjen, Emmy Beckmann, Harald Abatz, Anton Leser und Max Dibbern zu den Unterzeichnern des Aufrufes für eine liberale Sammlung von Edgar Engelhard, die sich gegen die Pläne der Landesverbände Nordrhein-Westfalen, Niedersachsen und Hessen wendeten, aus der FDP eine Partei der Nationalen Sammlung zu machen. Am 27. März 1953 trat sie mit Aplomb aus der FDP aus, als sie eine Rede in der Bürgerschaft damit beendete, dass sie ihren Übertritt zur SPD erklärte und sodann in den Reihen der SPD-Fraktion Platz nahm. Einige Tage später wurde bekannt, dass ihr die SPD schon im Vorfeld der Rede einen sicheren Listenplatz bei der Bürgerschaftswahl desselben Jahres zugesichert hatte und Schulsenator Heinrich Landahl (SPD, vor 1933 DDP) ihr eine Stelle im Schuldienst verschafft hatte.

## Abgeordnete
Kruglewsky-Anders wurde 1949 im Wahlkreis 5 St. Georg in die Hamburgische Bürgerschaft gewählt. Die FDP-Fraktion wählte sie am 2. November 1949 zu ihrer Schriftführerin. 1953 wurde sie dann für die SPD erneut in die Bürgerschaft, der sie bis 1974 angehörte, gewählt.

## Veröffentlichungen
- 50 Jahre Griffelkunst-Vereinigung – Kunstpädagogik im Geiste Lichtwarks. Edition Griffelkunst Hamburg, Hamburg 1977.
- Graphik im 20. Jahrhundert – 50 Jahre Griffelkunst. Edition Griffelkunst Hamburg, Hamburg 1977.